# ハトシ

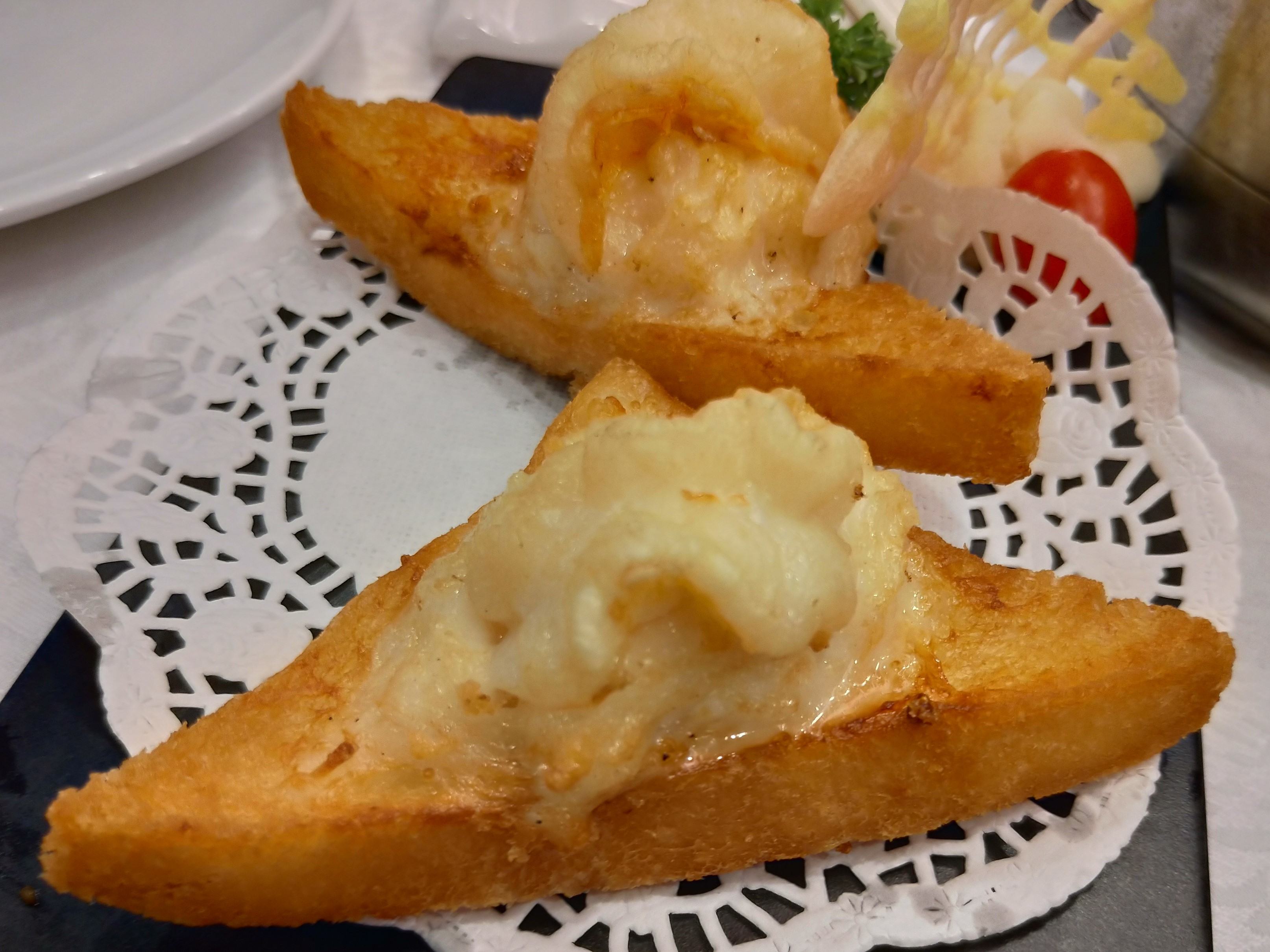
香港のハトシ

ハトシ（中国語: 蝦多士、中国語: 蝦土司、英語: shrimp toast）は、食パンの間にエビなどのすり身をはさんで、油で揚げた料理。

## 概要
中国語では「蝦多士（）」や「蝦土司」と表記する。「蝦」は「エビのすり身」を意味し、「多士」、「土司」は食パンの「トースト」を意味する。
エビのすり身と食パンがあれば作ることができる。エビの代わりに魚のすり身やはんぺんなどを使うこともあり、野菜やチーズを加えるなどしてアレンジされることもある。
油で揚げる際に食パンの耳を落としておくと、火の通りが一定になるという効果が期待できるが、落とすことが必須というわけではない。

## 広州の蝦多士
本来、広東語では「ハートーシー」のように長音で発音される。「蝦（ハー）」は広東語でエビ、「多士（トーシー）」は英語のトーストの音訳である。油で揚げたことをはっきり示すために「炸蝦多士」（ジャーハートーシー）と言うこともある。パンを用いるので現代の料理のように思えるが、すでに19世紀末には広州でも作られていた古い料理の一つといわれる。アメリカなどのチャイナタウンで出す店もある。

## 長崎のハトシ

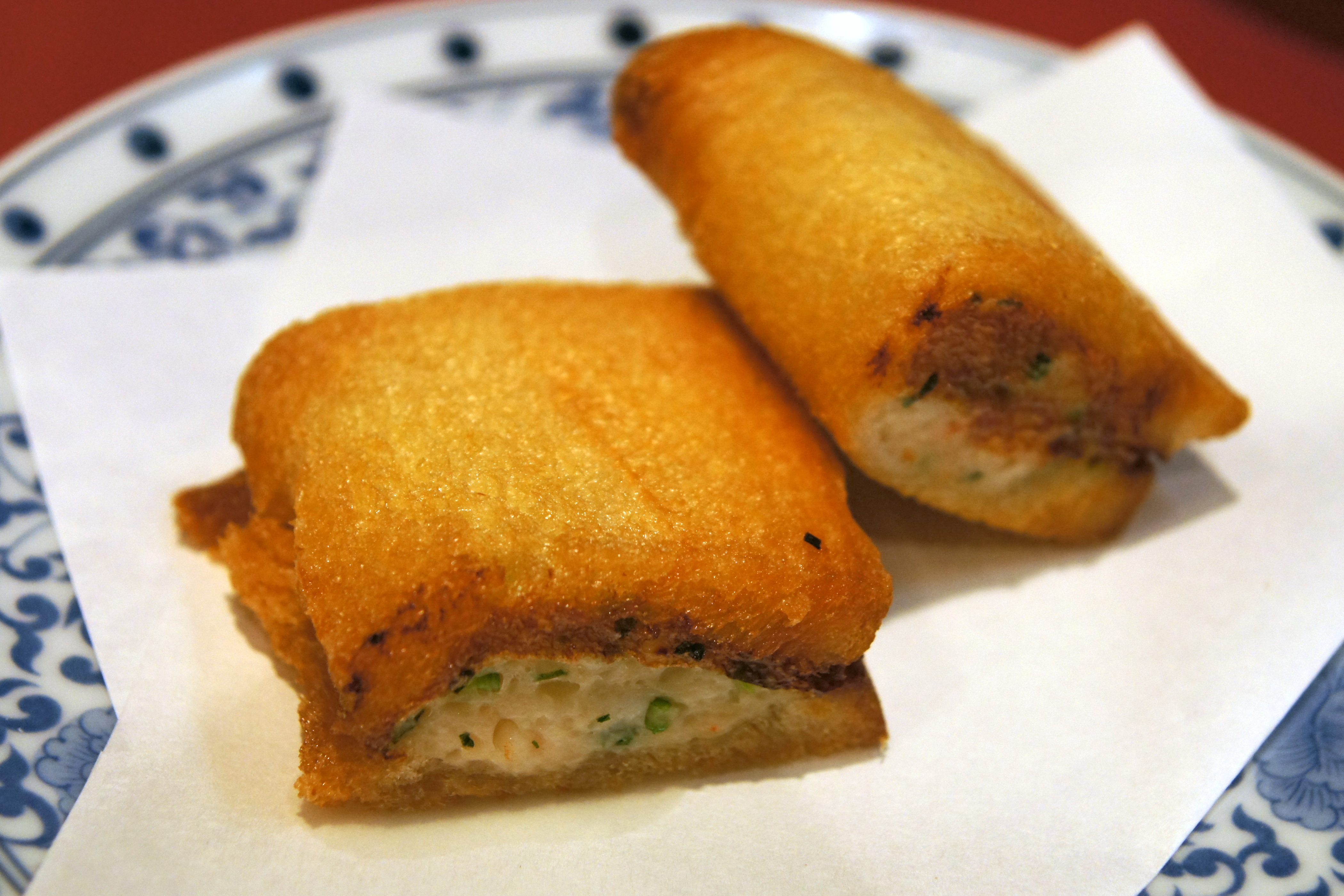
長崎卓袱料理のハトシ

明治時代に清から長崎に伝わった料理とされる。
当初は、料亭などで卓袱料理として食べるものであったが、次第に一般の家庭や飲食店でも作られるようになった。しかしながら、調理するには手間がかかることから、最近では家庭では調理する機会は減っており、飲食店で食べたり店頭で買って食べる一品となりつつある。
長崎市内ではさまざまなハトシが販売されており、「ハトシロール」のように独自のアレンジを施したものも販売されている。ふるさと納税の返納品に選ばれたことから、日本全国的な知名度が高まっている。

## 台湾の蝦吐司
広州の蝦多士は、台湾に伝わると、台湾でのトーストの呼び名「土司」、「吐司」に合わせて「蝦土司」、「蝦吐司」（中国語 シャートゥースー、xiātǔsī、台湾語 ヘートースー）と呼ばれるようになった。広東料理店などのメニューのひとつとなっている。
夜店の屋台でよくみかける変種として、殻と背わたを取って下味を付けたクルマエビなどを溶き卵に漬け、耳を切り落とした食パンを巻き付け、爪楊枝で止めてから油で揚げた円柱形の「土司蝦捲」、「吐司蝦捲」（トゥースーシアジュエン、tǔsīxiājuǎn）がある。これは、パン粉を食パンに変えたエビフライの変種とみることもできる。

## ベトナム、タイのシュリンプトースト
類似の料理は、ベトナムやタイでも作られている。ベトナム語ではバインミーチントム（bánh mì chiên tôm）、タイ語ではカノムパンナークン（ขนมปังหน้ากุ้ง）、ラーオ語ではカノムパンクン（ຂະຫນົມປັງກຸ້ງ）と呼ばれる。ベトナムでは食パンではなく、フランスパン（バゲット）を使ったものも多い。

## 揚げエビ団子（アジサイ揚げ、酥炸蝦球）
エビのすり身を丸くまとめて作るえび団子には、ゆでて作るものや衣を付けずに揚げるもの（炸蝦球）もあるが、さいころ状に小さく切った食パンを衣としてまわりに付けてから揚げるものもあり、このタイプは「酥炸蝦球」（広東語 ソウザーハーカウ）と呼ばれる。これはハトシと同じ材料でできており、形状が異なっているものと見ることができる。
揚げた衣の広がり具合がアジサイの花のように見えることから、長崎ではアジサイ揚げと呼ばれるようになった。卓袱料理や中華料理における揚げ物の一品である。
長崎以外の日本の中華料理店では食パンを付けたタイプの方を目にする機会の方が多く、神戸の南京町では串刺しにして売り、名物となっている。